# Lackmustest

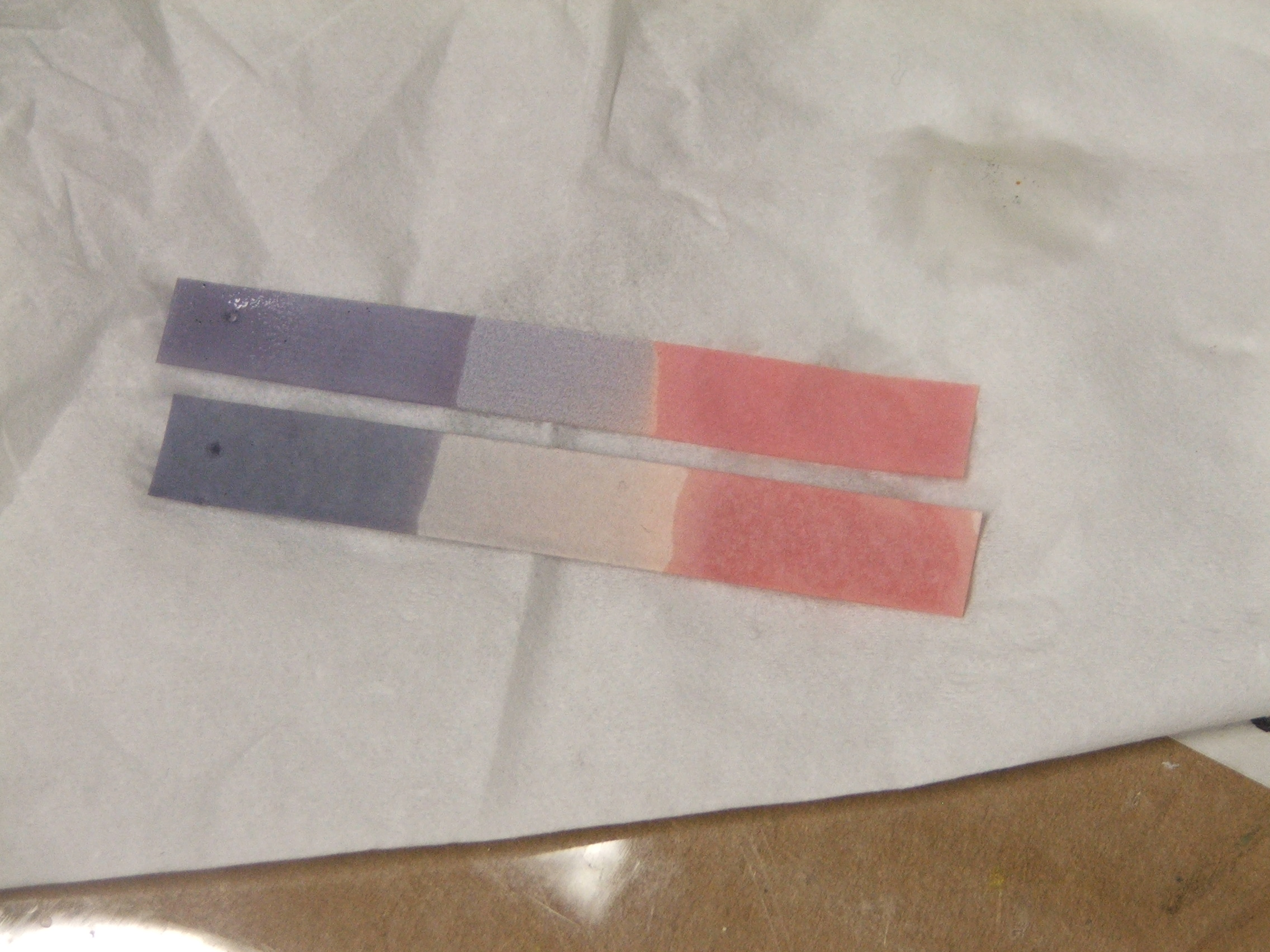
Lackmus-Teststreifen

Der Begriff Lackmustest bezeichnet in der Chemie einen gebräuchlichen Test des pH-Werts einer Substanz mit Hilfe des Farbstoffs Lackmus (siehe auch Indikator).  Bei pH-Werten kleiner als 4,5 (Säuren) erscheint Lackmus rot, bei Werten größer als 8,3 (Basen) blau und dazwischen violett. Zuerst beschrieben wurde diese Reaktionsprüfung auf Säure und „Alkali“ mit Lackmuspapier von Robert Boyle im Jahr 1662.

## Metaphorische Verwendung des Begriffs
Als Metapher transportiert der Begriff Lackmustest die Bedeutung einer Interpretation von Situationen bzw. Positionen als Indikator für oder wider eine zugleich postulierte Aussage bezüglich der Bedeutung eines Sachverhalts. Ihr Gebrauch lässt sich flächendeckend im deutschen Schrifttum mindestens zurückreichend bis in die 1950er Jahre nachweisen. Wenngleich diese Verwendung heute auch im Zuge von Übersetzungen aus dem englischen litmus test auftaucht, wird sie dadurch nicht zum Anglizismus oder Neologismus. Lackmustest als Metapher ist eng verwandt mit den Begriffen „Prüfstein“ und „Nagelprobe“, jedoch mit einer deutlich anderen Akzentuierung: Beim Lackmustest geht es um ein plakatives Hervorheben und sichtbar machen des Ergebnisses, in Analogie zum ausgeprägt wahrnehmbaren Farbumschlag der chemischen Reaktion.
Beispiel: Die Verhandlungen über das Klimaschutzabkommen gelten als Lackmustest der europäisch-amerikanischen Beziehungen.